# Sesson Shukei
Sesson Shūkei  (雪村周継?), pseudonimo di Satake Heizō (佐竹平蔵?) (Hitachi, 1504 – 1589) è stato un pittore e monaco buddista giapponese del periodo Muromachi.
Si formò sulle opere di Shūbun e di Sesshū e ne riprese lo stile sumi-e. Avendo trascorso gran parte della sua vita lontano da Kyoto - all'epoca il centro artistico più importante del Giappone - Shūkei evitò la rigida formazione accademica e riuscì a sviluppare uno stile fortemente originale.

## Galleria d'immagini

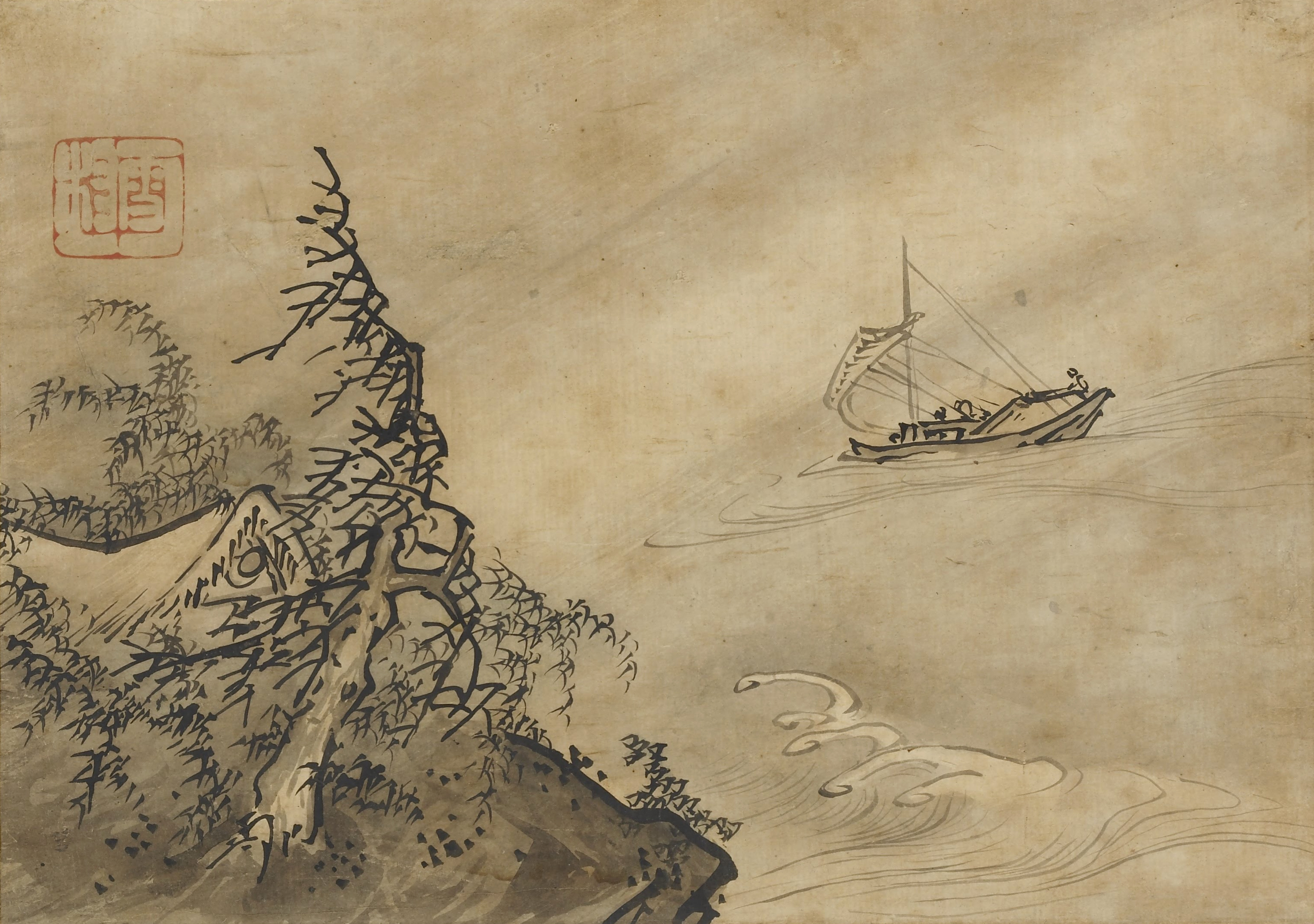
Tempesta
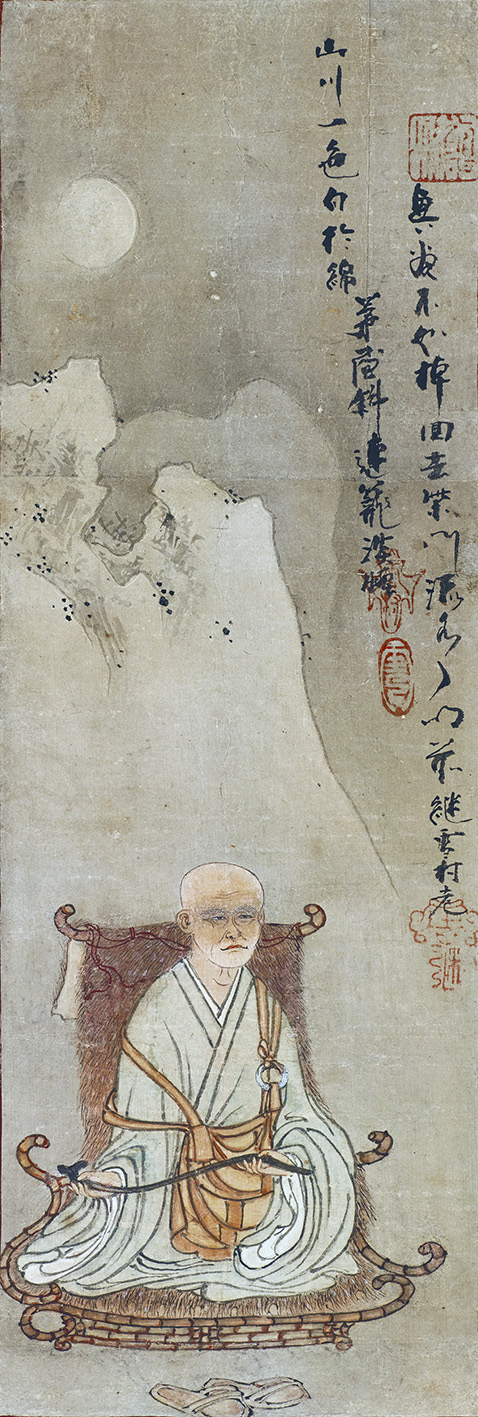
Autoritratto
Ritratto di Ro Dôhin
Tigre